# Orotina
Orotina is een stadje (ciudad) en deelgemeente (distrito) in Costa Rica en is de hoofdplaats van de gelijknamige gemeente (cantón). Het heeft een inwonersaantal van 10.100 inwoners op een oppervlakte van twintig vierkante kilometer. 
Het ligt op ruim 25 kilometer van de Grote Oceaan en op 48 kilometer van de provinciehoofdplaats Alajuela.